# Associazione Sportiva Cosenza 1968-1969
Questa pagina raccoglie le informazioni riguardanti l'Associazione Sportiva Cosenza nelle competizioni ufficiali della stagione 1968-1969.

## Rosa
| N. |                   | Ruolo | Calciatore           |
| -- | ----------------- | ----- | -------------------- |
|    | Italia (bandiera) | A     | Raimondo Alduina     |
|    | Italia (bandiera) | C     | Fabio Antonioli      |
|    | Italia (bandiera) | C     | Ezio Campidonico     |
|    | Italia (bandiera) | P     | Doriano Crespan      |
|    | Italia (bandiera) | A     | Bruno Delle Fratte   |
|    | Italia (bandiera) | D     | Giuseppe Faggio      |
|    | Italia (bandiera) | D     | Pasquale Fiore       |
|    | Italia (bandiera) | A     | Salvatore Frisenda   |
|    | Italia (bandiera) | A     | Nicola Fusaro        |
|    | Italia (bandiera) | A     | Gianfranco Gagliardi |

| N. |                   | Ruolo | Calciatore         |
| -- | ----------------- | ----- | ------------------ |
|    | Italia (bandiera) | D     | Franco Gioannetto  |
|    | Italia (bandiera) | A     | Luigi Lizza        |
|    | Italia (bandiera) | C     | Giusto Lodi        |
|    | Italia (bandiera) | A     | Marra              |
|    | Italia (bandiera) | D     | Francesco Millea   |
|    | Italia (bandiera) |       | Poletti            |
|    | Italia (bandiera) | C     | Francesco Pozzobon |
|    | Italia (bandiera) | P     | Vittorio Salatino  |
|    | Italia (bandiera) | C     | Claudio Varsi      |
|    | Italia (bandiera) | C     | Antonio Vita       |